# Szkoła kowbojów
Szkoła kowbojów (ang. Bless the Beasts & Children) – amerykański film obyczajowy z 1971 roku w reżyserii Stanleya Kramera. Scenariusz powstał na podstawie powieści Glendona Swarthouta.

## Obsada
- Bill Mumy – Teft
- Barry Robins – Cotton
- Miles Chapin – Shecker
- Darel Glaser – Goodenow
- Bob Kramer – Lally 1
- Marc Vahanian – Lally II
- Jesse White – ojciec Sheckera
- Elaine Devry – matka Cottona
- David Ketchum – dyrektor obozu
- Charles H. Gray – Ojciec Cottona
- Frank Farmer – Doktor
- Vincent Van Lynn – Ojciec Tefta
- Wayne Sutherlin – Hustler
- Vanessa Brown – Matka Goodenowa

i inni.

## Nagrody i nominacje
Oscary za rok 1971
- Najlepsza piosenka – Bless the Beasts and the Children – muz. i sł. Barry De Vorzon, Perry Botkin Jr. (nominacja)

21. MFF w Berlinie
- Nagroda Katolickiego Biura Filmowego
- Nagroda InterFilm - wyróżnienie